# 加藤道夫
加藤 道夫（かとう みちお、1918年（大正7年）10月17日 - 1953年（昭和28年）12月22日）は、日本の劇作家。代表作『なよたけ』が高い評価を受け、カミュやミュッセの翻訳、ジャン・ジロドゥ研究や演劇評論などでも知られる。芥川比呂志や三島由紀夫、矢代静一らと共に、岸田国士が発足した文学立体化運動「雲の会」の同人としても活躍したが、最後は自宅書斎で縊死自殺した。妻は女優の加藤治子。姪は作家の加藤幸子。

## 生涯

### 生い立ち
1918年（大正7年）10月17日、福岡県遠賀郡戸畑町（現・北九州市戸畑区）に誕生。父は鉱床学者の加藤武夫。1921年（大正10年）、父親の転任に伴い、道夫が3歳の時に一家は東京府世田谷区若林に移住した。道夫は1925年（大正14年）に駒沢尋常高等小学校に入学し、卒業後1931年（昭和6年）に東京府立第五中学校（現・東京都立小石川中等教育学校）に入学した。同級生には原田義人、菊池章一がいた。
1937年（昭和12年）、慶應義塾大学予科に入学、担任教授は奥野信太郎であった。文学に興味を覚えた道夫は同人誌などに小品を書いた。校内誌の『予科会誌』に小説「銀杏の家」を投稿し、阿部知二に推薦されたこともあった。この頃に石坂洋次郎と知り合う。
予科時代は演劇にも関心を持ち始め、しばしば英語劇の舞台に立ち、同期生の芥川比呂志、梅田晴夫らと知り合った。また、この時期、中村真一郎、白井健三郎らとも交友関係を結び、友人数名と共に北軽井沢にいる岸田国士を訪問した。中村真一郎は加藤に初めて会った時に「学者と芸術家とが見事に同一人格のなかで調和している」第一印象を持ち、その後交流して生活上の意見をもらったことが何度かあったが、その意見は「純粋すぎて実用的ではなかった」と回想している。

### 「新演劇研究会」結成
1940年（昭和15年）、道夫は慶應義塾大学英吉利文学科に入学した。同期には向井啓雄、掛川長平などがいた。同年、仏蘭西文学科の芥川比呂志の演出でシャルル・ヴィルドラックの『商船テナシティ』を原語で試演し、道夫はイドゥ役を演じた。
在学中の1941年（昭和16年）、道夫は芥川比呂志、原田義人、鳴海弘（鳴海四郎）、鬼頭哲人らと研究劇団「新演劇研究会」を結成、会には東宝女優の御舟京子こと滝浪治子も参加した。この当時の加藤について芥川は、「新演劇研究会」は実質的には加藤が創った劇団だとして、「加藤は、寛容とか、あたたかい人柄とか、そういう表現では間にあわぬ一種のふしぎな『親和力』をもっていた」と語っている。
劇作や戯曲翻訳の執筆を始め、「十一月の夜」「ばあや」などを試作した。この頃に堀田善衛、白井浩司と知り合った。在学中は、学費を稼ぐため映画出版社で働いたこともあり、映画に関する評論を映画雑誌に書いた。大学の授業ではエリザベス朝演劇を勉強し、西脇順三郎、ジョン・モリスに研究上の指導を受け、内村直也とも知り合った。
1942年（昭和17年）に慶應義塾大学を卒業した道夫は大学院に進学し、おもにシェイクスピア、ベン・ジョンスンを研究した。その傍ら、神田区神田三崎町（現・千代田区神田三崎町）のアテネ・フランセにも通い、画家の山内穎吾と交友した。
1943年（昭和18年）には、高津春繁からギリシャ語を学んだ。この年から道夫は、最初の長編戯曲となる「なよたけ」を書き始めた。この頃、ヴァレリイ、リルケ、ジロゥドゥ、クローデルなどを愛読した。道夫は能にも興味をもち、中村真一郎らと共によく観劇に行った。折口信夫の作品にも影響を受けた。また、この年には、陸軍省通訳官の試験を受けて任官した。

### 南方へ出征
1944年（昭和19年）の春、加藤道夫は処女戯曲「なよたけ」（5幕）を脱稿する。この頃、川口一郎と知り合った。この年、陸軍省通訳官として南方へ赴任し、マニラ、ハルマヘラ島を経て、東部ニューギニアにたどり着いた。ソロンという部落で終戦まで過ごすが、その地でマラリアと栄養失調により死線をさまよった加藤は、陰鬱なジャングルの野戦病院の掘立小屋の片隅で、烈しい熱病に憔悴し身を横たえていた。
1945年（昭和20年）8月の終戦と共に、終戦事務・戦犯通訳の仕事に従事した加藤は、その間に徐々に体力を回復していった。

### 帰国
1946年（昭和21年）の夏、加藤はニューギニアから日本に帰国した。出征前に書き上げていた「なよたけ」は、雑誌『三田文学』に連載発表中（5月から10月まで）であった。加藤は帰国するとすぐに、芥川比呂志らとチェーホフの『熊』を上演した。
同年、加藤は東京女子経済専門学校（現・新渡戸文化中学校・高等学校）に奉職した。また、太宰治の『新ハムレット』の脚色を試みた。その作に演出意欲をそそられた芥川が太宰治に上演許可をもらうため、疎開先の青森県北津軽郡金木町（現・五所川原市）を夏に訪問したが、加藤の脚色は未完となり上演されなかった。
10月には滝浪治子（女優の加藤治子）と結婚。仲人は芥川比呂志・瑠璃子夫妻が務めた。新婚の加藤は治子と共に世田谷区上馬に一時住んだ後、近くの若林町にある広い西洋館の実家に移り、加藤の親族と同居した。
1947年（昭和22年）は、マラリアが再発して病臥することが多く、貧窮して新聞・雑誌等に雑文を書いた。この年に「新演劇研究会」は、劇団「麦の会」と改称して、芥川比呂志、長岡輝子、荒木道子、島田安行らと共に再出発した。この頃、島田を通じて俳優座の矢代静一（早稲田大学仏蘭西文学科生）と知り合い、以後親交を結んでいった。
同年には、東京女子経済専門学校の職を辞して、出身校の慶應義塾大学予科に奉職した。久保田万太郎、岩田豊雄、木下順二とも知り合い、評論「演劇の故郷」を雑誌『劇作』に発表した。

### 新進劇作家へ
1948年（昭和23年）、雑誌『三田文学』に、ニューギニアでの体験を綴った回想評論「死について」などを発表。雑誌『劇作』には評論「舞台幻想（一）（二）」を連載し、評論「ジロゥドゥの世界とアヌイュの世界（オンディーヌとユーリディス）」を雑誌『悲劇喜劇』（第4集）に発表。同誌第5集には、戯曲「挿話（エピソオド）」を発表した。
また同年には、評論「アメリカ戯曲の特徴（写実精神と詩）」を雑誌『日本演劇』に発表。新月社刊雑誌『フランス演劇』には、ジロゥドゥの『シャイヨの狂女』の抄訳を載せた。しかし同年秋に肋膜炎となり、次いで肺浸潤のため、小金井桜町病院に入院した。
入院中の12月には、 岸田国士らにその格調ある詩劇様式を高く評価された『なよたけ』（1946年発表）により、原民喜（『夏の花』）、鈴木重雄と共に第一回水上滝太郎賞（三田文学賞）を受賞し、新進劇作家として文壇に認められた。

### 文学座と合流
1949年（昭和24年）に桜町病院を退院した後は、自宅で療養生活を続けた。病床に伏しながら、ウィリアム・サローヤンの戯曲『君が人生の時』を翻訳し、ラジオ短評を『時事新報』に書いた。
同年3月には、前年発表の戯曲『挿話』が文学座により上演され、これが加藤の劇作の初上演作となった。この『挿話』上演を機に「麦の会」は正月から文学座に合流し、加藤は文学座の座員となった。
同年4月から文学座付属の「演劇研究所」が開校され、加藤と芥川は岸田国士から、俳優の教育を任された。加藤らが入座した当初、文学座は柄の悪い連中が多かった。
加藤は研究生らに、シェイクスピアの朗読を英語で聴かせ、フランス文学者の内藤濯が中原中也や三好達治を題材にして耳から入る日本語の美しさについて講義し、己の裡に内的世界を持つ「新しい俳優」を育てようとした。加藤の演劇的理想に対する共鳴や、その人柄に惹かれた研究生たちは次第に活気を帯び、のちに「加藤道夫の神話」と言われるほど若い俳優に影響を与えていった。
同年6月、芥川比呂志の初のプロ演出作『アンチゴーヌ』（ジャン・アヌイ原作）が上演された毎日ホールのロビーで、加藤は矢代静一から、劇作をし始めた三島由紀夫を紹介され、以後親交を結んだ。矢代もこの月に俳優座を辞めて文学座の研究生となった。年下の矢代や三島は加藤のことを「加藤さん」と呼び、芥川は「道ちゃん」と呼んでいたという。
同年9月、加藤は倉橋健と共訳したサローヤンの『我が心高原に』を文学座アトリエのために演出。この作品が初のプロ演出作となった。また、1幕物の「天邪鬼（あまのじゃく）」を雑誌『少年少女』に発表、主人公が自殺するというシーンが議論を呼んだ。評論「新劇の動向」を雑誌『再建評論』に、放送劇「誰も知らない歴史」を雑誌『日本演劇』に発表した。この年には、出身校の慶應義塾大学の講師となった。

### 「雲の会」同人へ
1950年（昭和25年）4月に、サローヤン『君が人生の時』の訳書が中央公論社より刊行された。雑誌『三田文学』には、NHK放送劇「こよなき歌（La Bonne Chanson）」を発表し、雑誌『人間』には、評論「アメリカ演劇の常識性」、サルトルの戯曲『蝿』の翻訳を載せた他、『東京新聞』『毎日新聞』『テアトロ』などに「演劇時評」を執筆した。また、福田恆存作の戯曲『キティ颱風』の関西公演に俳優として出演した。
同年8月には、岸田国士が「文学立体化運動」を提唱して主宰した「雲の会」の結成に、芥川比呂志、三島由紀夫、矢代静一らと共に参加した。この会の発足には他に、大岡昇平、小林秀雄、福田恆存などもおり、総勢63名が名を連ねた。
また夏には、軽井沢追分を訪れて堀辰雄と知り合った。加藤はこの年、再び健康にすぐれず自宅で病臥することが多かった。この時期、矢代も結核を患い、同じく胸部疾患の再発をした芥川と2人共慶應義塾大学病院に入院していた。
同年11月、加藤は気胸療法などを試み闘病しながらも、「青年劇場」という文学座から独立した新しい劇団の構想を抱き、芥川へ喚起の手紙を出した。
1951年（昭和26年）、1幕物の「まねし小僧」を雑誌『少年少女』に発表。雑誌『演劇』にカミュの『誤解』の翻訳を載せ、その後翻訳した『カリギュラ』も併せて10月には新潮社から出版した。新潮社刊の『日本現代戯曲集V』に「挿話」が収録され、書肆ユリイカから『なよたけ』が限定出版された。また、岸田国士著『新しき演劇のために』（創元文庫版）の「解説」を担当した。
同年6月、『なよたけ』が、約3分の1にカットされ『なよたけ抄』として東京新橋演舞場で尾上菊五郎劇団、演出・岡倉士朗により縮小上演された。大幅なカットに上演許可するかどうかを加藤は迷い、戸板康二に相談していた。三島は縮小上演に同情し、腹を立てていた。
加藤が文学座に入座した動機の一つには、自身の演出による『なよたけ』の完全上演の夢があり、主人公の文麻呂に芥川比呂志、ヒロインのなよたけに加藤治子を配役し、演出助手に矢代静一が理想であった。しかし彼らは文学座においては、まだ新参者であり時期尚早であった。カット上演にしろ他劇団で上演すると、さらに文学座での来年上演の可能性はほぼなくなった。
この年は他に、評論「演劇の変貌」、「新しい芝居（一）・（二）」の連載、戯曲「思い出を売る男」を雑誌『演劇』に発表。NHKのため、シェイクスピアの『テンペスト』を脚色した。
また、中村光夫、福田恆存、戸板康二と共に「雲の会」刊行の単行本『演劇講座』（河出書房より全5巻）の編集に携わり、評論「フランス演劇」「シェイクスピアとジョンスン」など執筆。河出書房刊行の『現代戯曲選集 第五巻』に「なよたけ」が収録された。10月、カミュの翻訳書『カリギュラ・誤解』を新潮社より刊行し、11月に文学座アトリエで『誤解』を演出した。
加藤は出身校である慶應義塾大学予科や、慶應義塾高等学校などで講師を務めながら、独自な文体による戯曲を発表していった。慶應高校での英語の教え子には浅利慶太などもいた。
1952年（昭和27年）には、堀辰雄作『曠野』（『今昔物語』の一説話を題材にした作品）を新日本放送のため脚色した。ドオデの戯曲『アルルの女』を角川書店（角川文庫）より翻訳出版。人文書院刊行の『サルトル全集』には加藤訳「蝿」が収録された。サルトルの戯曲『悪魔と神様』の抄訳を雑誌『芸術新潮』に載せて紹介し、雑誌『放送文化』には評論「詩劇に就いて」を発表した。
同年5月、文学座の求めに応じ、堀田善衛原作の『漢奸』『歯車』などより『祖国喪失』を脚色・演出した（三越劇場や関西で上演）。その後は、放送劇「街の子」を雑誌『悲劇喜劇』に発表、評論「戯曲の文体について」を雑誌『文學界』に発表し、ジュヴェ評論集『聴き給へ君（エクツトモナミ）』の抄訳・紹介を『芸術新潮』に載せた。また、芥川比呂志演出の『恭々しき娼婦』の関西上演に俳優として協力出演。ラジオ東京のため『思い出を売る男』を放送劇化した。

### 『襤褸と宝石』初日の一件
劇作と演出に活躍する一方、加藤はラジオドラマや評論、翻訳を発表。西洋演劇の精神を現代日本の舞台に生かそうとした試みは高く評価されたが、1952年（昭和27年）10月1日に俳優座により初演された文部省芸術祭委嘱作品『襤褸と宝石』（演出・千田是也）への評価は、仲間内でもあまり芳しくなかった。
『襤褸と宝石』初演の観劇後、皆で有楽町の寿司屋横丁に行くことになったが、一軒の店に全員が入りきれず、路地を隔てた向い側のもう一軒の店と二手に分かれ、二階の座敷で窓を開け合っての宴となった。主賓の加藤のいる座敷には、親しい芥川比呂志、矢代静一、三島由紀夫ほか若い後輩の面々が入り、加藤のいない方の座敷は、福田恆存、中村光夫、堀田善衛、中村真一郎などの顔ぶれだった。最初はお互い交歓し合っていたが、祝杯が捧げられた後、向うの窓の賑わいが次第にヒソヒソ声になっていった。
やがて、向うの障子窓が閉められ、密かに戯曲の出来を批評しているのがありありとわかる雰囲気だった。加藤は青い顔になった。気まずい空気を解きほぐそうと誰かが、「畜生、悪口を言おうと思って、障子を閉めやがったな」と言ったことが、かえって座を沈ませた。冗談でおどけたりできない真面目な加藤は、眉間をぴくぴく震わせ俯いたきり、お寿司に全く手をつけず盃もふせたままだった。
矢代や芥川は親友なだけに、劇に感動したなどと空々しいことを言えず、お世辞は逆に不誠実だと思う歳頃でもあったため、戯曲の出来に触れない代わりに役者の演技を貶して元気づけようとしたが、座は盛り上がらなかった。三島は向う側の障子窓が閉められた時の気まずさを次のように語っている。
三島は、「岸輝子さんの乞食婆さんの、半間を外したセリフが面白かったね」と、戯曲の長所をいくつか拾い集めて加藤を励ましていたが、その後の渋谷のスナックバー「ボン」での合同二次会でも、加藤は懸命に自分を抑えようと努力しながらも浮かない表情を隠すことができなかった。

### 傷心とカトリック
加藤が『襤褸と宝石』の不評をその後もかなり気にしていたことは、尾崎宏次宛ての手紙からもうかがえるが、その文面で、三島の感想（東野英治郎の役の台詞がお説教みたいだったという意見）だけには納得して肯いていた。
『襤褸と宝石』の一件のあった1952年（昭和27年）の暮から、加藤はカトリックに関心を持ちはじめ、神父のもとに通っていた。加藤の実兄（加藤幸子の父）も加藤に勧められて信者となった。またこの年、故堀辰雄ゆかりの信濃追分の地にある「油屋旅館」の隣に小さな山荘を建て、12月からはそこで、アルフレッド・ド・ミュッセの『マリアンヌの気紛れ』の翻訳作業に取り組んだ。
同年には、「僕の演劇遍路」を雑誌『会館芸術』に発表、1幕物の「天国泥棒」を雑誌『文藝』に発表、ピェール・ベソン『五日目』を翻訳した。
1953年（昭和28年）11月には、『ジャン・ジロゥドゥの世界――人とその作品』を早川書房から刊行して高評価された。同月には戯曲『思い出を売る男』（1951年）が、やっと文学座アトリエで上演された。この戯曲は同年に河出書房刊行の『新選現代戯曲 第五巻』にも収録された。
その後、放送劇「奇妙な幕間狂言」（ラジオ東京放送）を『悲劇喜劇』に掲載。新潮社からは白井健三郎と共訳したカミュ『正義の人々』を刊行。N・C・Bのための放送劇『泥棒と赤ん坊』を執筆し、ラジオ東京で『挿話』を放送劇化した。また、スタジオ・8・プロダクションのために『襤褸と宝石』のシナリオを執筆した。

### 突然の自殺
同年1953年（昭和28年）の12月は、16日頃までは静岡県田方郡上狩野村（現・伊豆市）の嵯峨沢温泉で、ミュッセの翻訳『マリアンヌの気紛れ』を仕上げて清書し、9日には宿から妻の治子に手紙を出した。
しかし帰京した後の12月22日の夜、加藤は自宅書斎で、本棚の上段のパイプに寝巻の紐を括り付け、少し腰が床から浮いたような状態で縊死自殺した。同居していた姪の幸子によると、就寝前に加藤の部屋の前を通った時に、扉の下からオレンジ色の光が洩れていて静かだったという。その夜更け、帰宅した妻の治子が加藤の死を発見した。ベッドの枕元には食パンと歯磨き粉があった。
妻の治子と芥川宛ての遺書には、「僕は幼にして罪を犯され、その記憶が、いまに忌しく、地獄の苦しみ…」という言葉も書かれてあり、遠因には、幼時期に誰かから悪戯（わいせつ行為、性的虐待）をされた体験があったことがうかがわれた。加藤が自殺した日、中村真一郎、原田義人、矢内原伊作らが忘年会を催していたが、加藤は欠席して来なかった。
翌日の12月23日、訃報を聞いて三島由紀夫は加藤邸に駆けつけた。治子夫人によると、三島が心底から加藤の死を悼んでいるのが分ったという。他にも、大阪にいた芥川比呂志以外の、岸田国士や矢代静一、中村真一郎、木下順二、観世栄夫、北見治一、神山繁、仲谷昇、小池朝雄らが駆けつけ、この日に仮通夜があった。翌日12月24日に本通夜が行われ、告別式の12月25日は雪であった。
矢代静一が、最後に加藤と有楽町駅近くの喫茶店「レンガ」で会った時には、あまり酒の飲めない加藤が「僕も一杯だけつき合うから、おおいに飲みたまえ」と酒好きの矢代のためにビールを注文してくれ、「僕はこのごろ、体中の関節がはずれたみたいで、チャップリンみたいな歩き方しかできないのだ」とユーモラスに囁いて笑わせていたという。
加藤は自死の3週間前に「午年の作家の感想」というエッセイを発表していたが、そこには「生来神経の弱い僕」、「恐迫観念に取り憑かれている」、「一種のノイローゼに襲われて」などの文言もあり、「三度目の午年を迎えて、せいぜい健康になって、のんびり落伍しないように努力したい」と記されていた。

### 死後・追悼
友人だった加藤について三島は、「私は何の誇張もなしに云ふが、生れてから加藤氏ほど心のきれいな人を見たことがない」と述べ、「心やさしい詩人は、『理想の劇場の存在する国』へと旅立つた」と哀悼している。
同じく友人で、加藤に勧められ、その後にカトリックに傾倒した矢代静一は、加藤が死の前に鬱病ぎみになっていたとする中村真一郎の仮説を鑑みながら、以下のように語っている。
福永武彦は、加藤の自殺に衝撃を受け、『夜の三部作』を執筆したと語っている。
加藤の処女作であり代表作の『なよたけ』がノーカットで完全上演されたのは加藤の死後になったからのことで、1955年（昭和30年）9月に、加藤の念願であった文学座により、大阪毎日会館で芥川比呂志の演出で行われた。三島は、「彼の生前にこれを上演しなかつた劇壇といふところは、残酷なところだ」と批判しながら、もしも加藤の生前に『なよたけ』が完全上演されていれば、「彼を死から救つたかもしれない」としている。
加藤の死を痛惜していた岸田国士は、その2か月半後、演出作『どん底』（原作・マクシム・ゴーリキー）の舞台稽古中に脳軟化症を再発して倒れ、急逝した。岸田は加藤を追悼して次のような言葉を残していた。

## おもな作品

### 戯曲・放送劇
- なよたけ（三田文学 1946年5月-10月。執筆は1944年）
- 挿話（悲劇喜劇 1948年10月）
- 天邪鬼（少年少女 1949年）
- 誰も知らない歴史（日本演劇 1949年）
- こよなき歌〈La Bonne Chanson〉（三田文学 1950年）
- まねし小僧（少年少女 1951年） - 子供狂言
- 思ひ出を売る男（演劇 1951年10月）
- 祖国喪失（1952年） - 堀田善衛原作を脚色。
- 街の子（悲劇喜劇 1952年）
- 襤褸と宝石（1952年）
- 天国泥棒（文藝 1952年） - 現代狂言
- 奇妙な幕間狂言（悲劇喜劇 1953年）
- 泥棒と赤ん坊（悲劇喜劇 1953年）

### エッセイ・評論
- 演劇の故郷（劇作 1947年）
- 死について（三田文学 1948年6月）
- 舞台幻想（劇作 1948年）
- ジロゥドゥの世界とアヌイュの世界（悲劇喜劇 1948年）
- アメリカ戯曲の特徴（日本演劇 1948年）
- 新劇の動向（再建評論 1949年11月）
- アメリカ演劇の常識性――The Madwoman of Chaillotを読みて（人間 1950年8月）
- ホイップル氏とサローヤン（三田文学 1950年2月）
- 二十世紀フランス演劇概観（演劇講座 1950年）
- 作品展望ジャン・ジロゥドゥ（演劇講座 1950年）
- 詩人と学者（演劇講座 1950年）
- 自然主義悲劇の再反省――「令嬢ユリエ」を観て（テアトロ 1951年2月）
- 演劇の変貌（演劇 1951年7月）
- 劇と詩の調和――新しい芝居・覚書2（演劇 1951年10月）
- フランス演劇（演劇講座 1951年）
- シェイクスピアとジョンスン（演劇講座 1951年）
- 詩劇に就いて（放送文化 1952年9月）
- 戯曲の文体について（文學界 1952年6月）
- ジュヴエ「聴き給へ君」（芸術新潮 1952年7月）
- 演劇遍路（会館芸術 1952年）
- 劇詩人の生成――ジャン・ジロウドウ序説（三田文学 1953年8月-9月）
- 午年の作家の感想（1953年12月）

### ナレーション
- 映画『生きる』（1952年10月）の冒頭ナレーション

## 刊行本

### 自著
- 『なよたけ』（書肆ユリイカ、1951年6月）NCID BA36124450
  - 『なよたけ』（未來社、1952年）NCID BN05397268
- 『襤褸と寳石――芸術祭作品』（未來社、1952年10月）NCID BA31347673
- 『祖国喪失』（堀田善衛原作、加藤道夫脚色、未來社、1952年5月）NCID BN07960856
- 『加藤道夫集』〈新文学全集〉（河出書房、1953年6月）NCID BA31356313
- 『ジャン・ジロゥドゥの世界――人とその作品』（早川書房、1953年11月）NCID BN05668106
- 『思い出を売る男』（未來社、1954年9月）NCID BA45500145
- 『加藤道夫全集』（新潮社、1955年）NCID BN01007066
  - 岸田国士・久保田万太郎・岩田豊雄監修、原田義人・中村真一郎・芥川比呂志編集。
- 『挿話（エピソオド）』（未來社、1957年2月）NCID BN05397111
- 『加藤道夫全集』全2巻（青土社、1983年5月）NCID BN08494555
  - 中村真一郎・芥川比呂志監修、浅利慶太・諏訪正編集。

### 訳書
- ウィリアム・サローヤン『君が人生の時』（中央公論社、1950年4月）NCID BN15399157
- アルベール・カミュ『カリギュラ・誤解』（新潮社、1951年10月）NCID BN0544845X
- アルフォンス・ドオデ『アルルの女』（角川文庫、1952年）NCID BN1302764X
- アルベール・カミュ『正義の人々』（白井健三郎との共訳、新潮社、1953年3月）NCID BN07600351
- アルフレッド・ド・ミュッセ『マリアンヌの気紛れ』（岩波文庫、1954年6月）NCID BN00991680

## 伝記・追悼録
- 芥川比呂志『決められた以外のせりふ』（新潮社、1970年）NCID BN01576028
- 大倉雄二『煉獄のハムレット――芥川比呂志と私』（文藝春秋、1991年8月）ISBN 4163454802 - 著者は学生期に演劇活動を共にした。
- 加藤治子編『道を行く』（私家保存版、1983年9月）NCID BA65484518
- 三島由紀夫『私の遍歴時代』（講談社、1964年4月）NCID BN08538672
- 矢代静一『旗手たちの青春――あの頃の加藤道夫・三島由紀夫・芥川比呂志』（新潮社、1985年2月）ISBN 4103257040
- 『近代作家追悼文集成36――加藤道夫・岸田国士・坂口安吾・高浜虚子・永井荷風』（ゆまに書房、1997年2月）ISBN 4897141095